# Санчес Васкес, Адольфо
Адо́льфо Са́нчес Ва́скес (исп. Adolfo Sánchez Vázquez; 17 сентября 1915, Альхесирас, Андалусия — 8 июля 2011[…], Мехико) — мексиканский философ-марксист испанского происхождения.

## Биография
Эмигрировал из Испании из-за поражения республиканцев в гражданской войне в 1939 году. Профессор Национального автономного университета Мексики (где возглавлял кафедру), член Консультативного совета по наукам при президенте республики. Существенное влияние на его взгляды оказали Кубинская революция и студенческое движение 1960-х годов, особенно бойня в Тлателолько.
В своих основных работах — «Марксизм и экзистенциализм» (1960), «Эстетические взгляды Маркса» (1965), «Философия практики» (1967), «Эстетика и марксизм» (1970), «Искусство и общество: Эссе по марксистской эстетике» (1973) — рассматривает эволюцию эстетических идей у Маркса, отношение марксизма к искусству (современному в том числе) и место последнего среди различных форм общественного сознания. «Руссо в Мексике (Философия Руссо и идеология независимости)» (1969) и «От социализма научного к социализму утопическому» (1975), «Философия экономики и молодой Маркс» (1982) — исследуются разные аспекты истории идей, в основном марксизма. Помимо философских трудов, оставил поэзию и воспоминания.

## Переводы на русский
Адольфо Санчес Васкес.  Кафкианский персонаж: Йозеф К.
Адольфо Санчес Васкес. Дон Кихот как утопия